# Mutilla
Mutilla is een geslacht van vliesvleugeligen uit de familie van de mierwespen (Mutillidae). In het verleden werden de soorten M. europaea, M. mikado en M. saltensis vaak alleen als ondersoorten beschouwd. M. marginata wordt vaak aangeduid als M. differens of verward met M. europaea. Omdat het niet altijd duidelijk is naar welke van de soorten bronnen over de levenswijze van de dieren verwijzen, worden hier alle vier de soorten samen beschouwd.
Mutilla zijn de enige vertegenwoordigers van de mierenwespen waarvan bekend is dat hommels (Bombus) gastheer zijn. Er zijn aanwijzingen voor de parasitering van meer dan 20 verschillende hommelsoorten uit Europa, de Kaukasus en Japan. De eerste buitengewoon nauwkeurige onderzoeken naar het gedrag van Mutilla in hommelnesten zijn afkomstig van Johann Ludwig Christ en werden al in 1791 gepubliceerd. De Oostenrijkse entomoloog E. Hoffer publiceerde tegen het einde van de 19e eeuw het meest gerespecteerde wetenschappelijke werk tot nu toe. Tot het eerste derde deel van de 20e eeuw waren er ook betrouwbare berichten over het voorkomen van Mutilla bij honingbijen, soms met aanzienlijke schade in de bijenteelt.

## Soorten
- Mutilla europaea Linnaeus, 1758 (Grote mierwesp)
- Mutilla marginata Baer, 1848
- Mutilla quinquemaculata Cyrillo, 1787